# Kali Hain

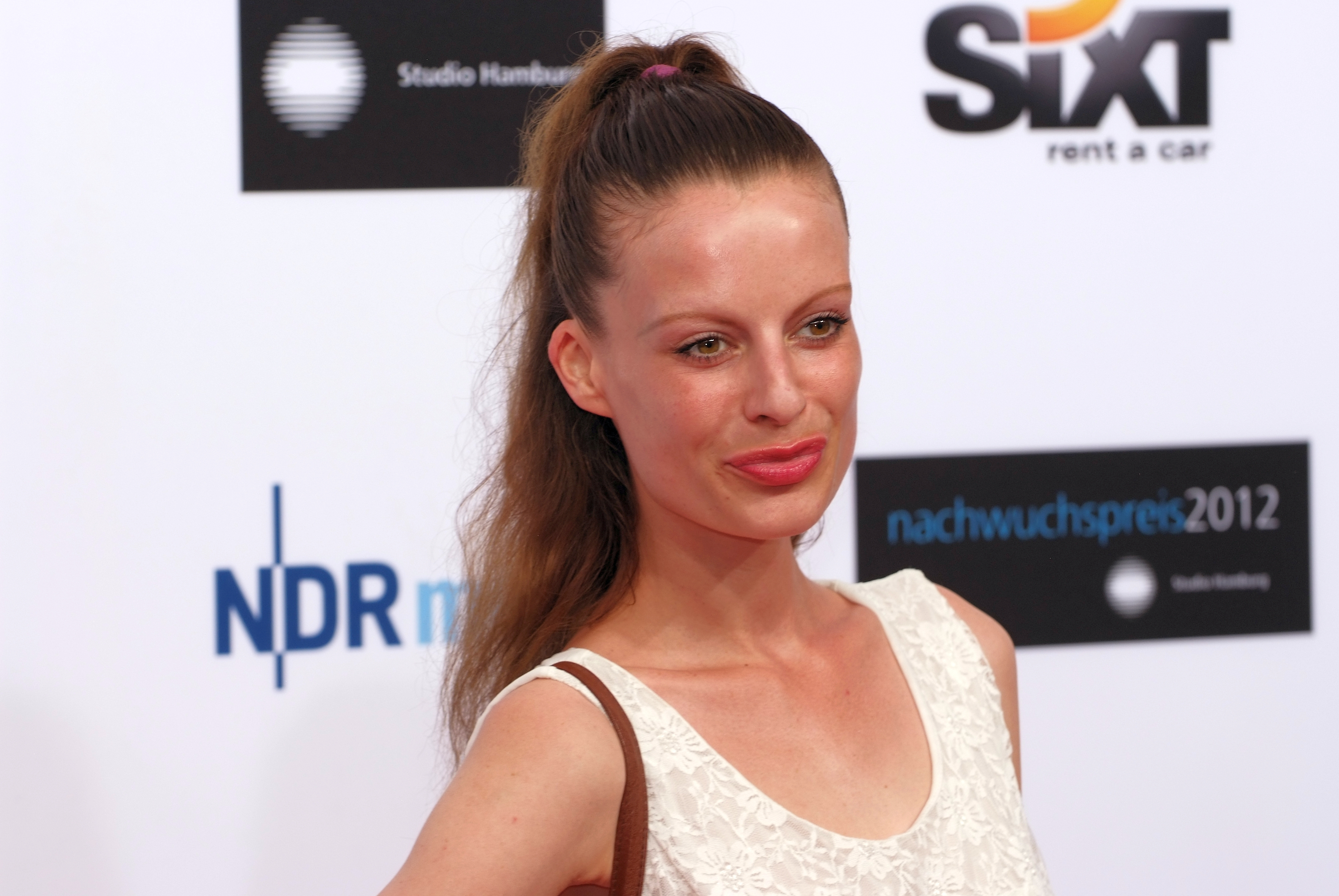
Karolin Oesterling, 2012

Karolin „Kali“ Hain, bis 2024 Karolin Oesterling, vor 2013 Karolin Peiter (* 1986 in Berlin), ist eine deutsche Schauspielerin, Moderatorin und Model.

## Leben
Karolin Hain studierte von 2003 bis 2005 an der Schauspielschule „Der Kreis“ in Berlin. Ihre Karriere begann sie als Moderatorin beim Sender MTV Germany, wo sie von 2006 bis 2008 Sendungen wie MTV News Mag (ab Dezember 2006), TRL und brand:neu moderierte.
Ihr Debüt als Schauspielerin hatte Hain 2006 in dem Pilotfilm zur Serie Alex FM, in dem sie Elena, eine der beiden Hauptrollen, spielte. Es folgte unter der Regie von Marco Petry mit Manuel Cortez als Partner eine weitere Hauptrolle als Palma in dem Fernsehfilm Eine wie keiner (2008), der in der „ProSieben Funny Movies“-Reihe ausgestrahlt wurde. In der ZDF-Filmreihe „Die schönsten Liebesgeschichten aller Zeiten“, die in der Karwendelregion in Tirol gedreht und produziert wurde, übernahm sie im Spielfilm Traum meines Lebens (Erstausstrahlung: Mai 2010) eine der Hauptrollen.
2009 war sie in 50 Folgen der Telenovela Anna und die Liebe in einer Nebenrolle als Sina Ihmer zu sehen; sie spielte eine ehemalige Mitarbeiterin der Werbeagentur Broda & Broda. Von 2009 bis 2010 gehörte sie als Freundin von Lisa und später als feste Freundin von Tetje zur Stammbesetzung der Comedy-Serie Schillerstraße. Episodenhauptrollen hatte sie u. a. in den TV-Serien Der Bergdoktor (2009, als Siegerin einer Model-Castingshow) und In aller Freundschaft (2015, als Freundin und Arbeitskollegin einer Patientin).
Hain wirkte in Nebenrollen auch in mehreren Kinofilmen mit. 2011 spielte sie die „Crazy Anke“ in dem Kinofilm Männerherzen … und die ganz ganz große Liebe von Simon Verhoeven. 2013 war sie die „Chaosfrau“ in Detlev Bucks Komödie Rubbeldiekatz. 2021 war sie in dem Kinospielfilm Ich bin dein Mensch in der Rolle der Chloé zu sehen.
Auf Sky Deutschland war sie in den beiden Formaten Mitfahr-Randale (2016) an der Seite von Micky Beisenherz und Miss Wildcard (2017) zu sehen.
Im Jahr 2013 heiratete sie den Musiker David Oesterling (Dorfdisko).  2020 gab sie ihre Beziehung mit dem Webvideoproduzenten David Hain bekannt. Seit Juni 2024 ist sie mit Hain verheiratet und tritt seitdem unter dem Namen Kali Hain auf. Hain lebt in Berlin. Sie hat eine Tochter.

## Filmografie (Auswahl)
- 2006: Alex FM (Fernsehfilm)
- 2008: ProSieben Funny Movies – Eine wie keiner (Fernsehfilm)
- 2009: Der Bergdoktor (Fernsehserie; Folge: Schön blöd)
- 2009–2010: Schillerstraße (Fernsehserie; Serienrolle)
- 2009: Anna und die Liebe (Fernsehserie; Seriennebenrolle)
- 2010: Die schönsten Liebesgeschichten aller Zeiten – Der Traum meines Lebens (Fernsehfilm)
- 2011: Marie Brand und die Dame im Spiel (Fernsehreihe)
- 2011: Männerherzen … und die ganz ganz große Liebe (Kinofilm)
- 2011: Rubbeldiekatz (Kinofilm)
- 2013: In aller Freundschaft (Fernsehserie; Folge: Zündstoff)
- 2015: 8 Sekunden – Ein Augenblick Unendlichkeit (Kinofilm)
- 2015: In aller Freundschaft (Fernsehserie; Doppelfolge: Frieden auf Erden)
- 2017: SOKO Leipzig (Fernsehserie; Folge: Wer Wind sät)
- 2021: Ich bin dein Mensch (Kinofilm)
- seit 2022: Der König von Palma (Fernsehserie)
- 2023: SOKO Stuttgart (Fernsehserie; Folge: Der gläserne Hund)